# Crédit foncier de Madagascar
Le Crédit foncier de Madagascar est un édifice situé 13 rue Saint-Paul, au Port,  sur l'île de La Réunion, France.

## Histoire
Le Crédit foncier de Madagascar ouvre sa succursale au Port en 1926.
Cette succursale ferme avant la seconde guerre mondiale et le bâtiment est transformé en hôtel.
Affecté à la marine nationale, l'édifice est acquis par la commune au début du XXIe siècle.
Inoccupé pendant longtemps, l'édifice est frappé par un arrêté de péril puis retenu pour le Loto du patrimoine 2020, à l'issue duquel une somme de 75 000 euros est affectée aux premiers travaux à entreprendre.
Ses façades et ses toitures sont inscrites au titre des monuments historiques par arrêté du 3 décembre 2021.